# Amelia Atwater-Rhodes
Amelia Atwater-Rhodes (* 16. April 1984 in Silver Spring, Maryland) ist eine US-amerikanische Schriftstellerin. Sie schreibt Fantasyliteratur und Jugendbücher.
Atwater-Rhodes schrieb Die Nacht der Dämonen, das bereits in mehreren Sprachen erschienen ist, im Alter von erst fünfzehn Jahren. Heute lebt sie in Concord, Massachusetts. Man nennt sie  die teen queen of horror fiction.